# Wil Huygen
Wil (Willibrord Joseph) Huygen (Amersfoort, Países Bajos, 23 de junio de 1922-Bilthoven, Países Bajos, 14 de enero de 2009) fue un escritor neerlandés especializado en literatura infantil y conocido sobre todo por sus libros de los gnomos que fueron ilustrados por Rien Poortvliet. 
Huygen, fue el séptimo de diez hermanos. Pintor en su ratos de ocio y de profesión médico, se casó y tuvo cinco hijos. Huygens murió a los 86 años.
La originalidad de sus libros fue en presentarlos como libros enciclopédicos sobre seres imaginarios, incorporando elementos tradicionales con humor y poesía. El primero y más conocido de sus libros de la serie de los gnomos fue publicado en 1977, Leven en werken van de Kabouter (en español: El libro secreto de los gnomos). Estuvo en la lista de superventas de The New York Times durante un año. En su segundo libro De oproep der Kabouters (en español: La llamada de los gnomos) tanto él como su dibujante Poortvliet, aparecieron en las historias ilustradas contadas por los gnomos.

## Libros
- The Pop-Up Book of Gnomes (1979)
- The Gnome Book of Christmas Crafts (1980)
- Gnome Games (1980, Designed by Larry Evans)
- Secrets of the Gnomes (1981)
- Gnomes and Their Families (1983)
- Gnomes with Animals (1983)
- The Book of the Sandman and the Alphabet of Sleep (1989)